# Nirmer Mühle
Die Nirmer Mühle war eine oberschlächtige Wassermühle am Haarbach in Aachen.

## Geographie
Die Nirmer Mühle hatte ihren Standort am Haarbach, am Schuttenhofweg 232, im Stadtbezirk Eilendorf-Nirm in der Städteregion Aachen. Sie lag auf einer Höhe von ca. 177 m über NN. Oberhalb der Nirmer Mühle stand die Harner Mühle, unterhalb hatte die Scheidmühle ihren Standort.

## Gewässer
Die Quellen des Haarbachs lagen in früherer Zeit in einer Höhe von ca. 231 m über NN in der Nähe des ehemaligen Driescher Hofs in der Stadt Aachen. Heute beginnt der Bach in der Nähe von Gut Neuenhof. Der Bach mit einer ursprünglichen Länge von fast 9 km  ist ein Nebengewässer der Wurm und fließt nordostwärts in Richtung Eilendorf, unterquert die Bahnlinie Aachen-Eschweiler. Der weitere Weg des Baches verläuft in nordwestlicher Richtung, südlich vorbei an Verlautenheide und dann in das Zentrum nach Aachen-Haaren. Im Stadtkern von Haaren ist der Haarbach weitgehend kanalisiert. Am Tuchmacherweg fließt der Haarbach in einer Höhe von circa 144 m über NN als offener Bach in die Wurm. Die Pflege und Unterhaltung des Gewässers obliegt dem Wasserverband Eifel-Rur (WVER).

## Geschichte
Die Nirmer Mühle wurde im Jahre 1646 auf einem Plan erwähnt. Die Mühle, die auch den Namen Vinken- und Fingerhutsmühle trug, wurde im Jahre 1835 als Mahlmühle genannt und kurze Zeit später niedergelegt. Der vorgelagerte Mühlenteich wurde im Jahre 1920 verfüllt. Die restlichen Gebäude wurden zu Wohnzwecken umgebaut. Bei Ausschachtungsarbeiten zu Beginn der 1960er Jahre wurde ein Mühlstein gefunden, der heute an frühere Zeiten erinnert.

## Galerie

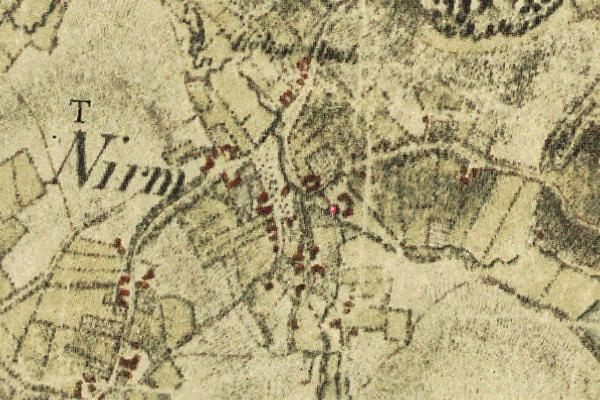
Ortslage Nirm auf der Tranchotkarte 1805/07
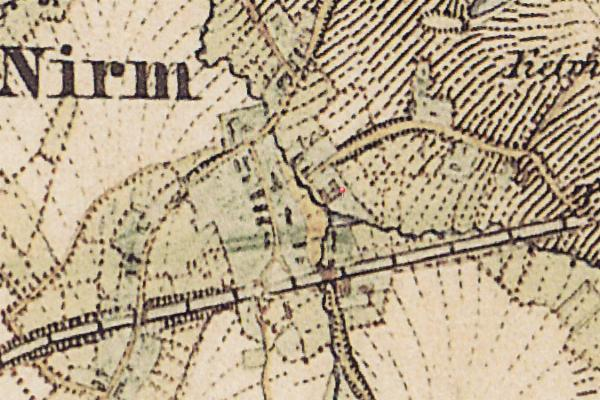
Uraufnahme von 1846 zeigt die Ortslage Nirm
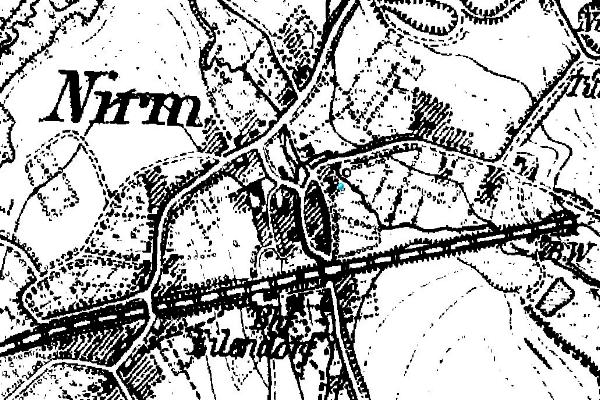
Die Ortslage Nirm auf der Neuaufnahme von 1892

## Denkmaleintrag
Nirmer Mühle, Schuttenhofweg 232, Baujahr 1572/1640, auch Fingerhut- oder Vinkenmühle genannt (auf Grund der Herstellung von fingerhutähnlichen Metallhülsen für Spinnereien); später Getreidemühle; Mühlengebäude 1832 abgerissen, Mühlenweiher 1920 zugeschüttet